# Edward Hand

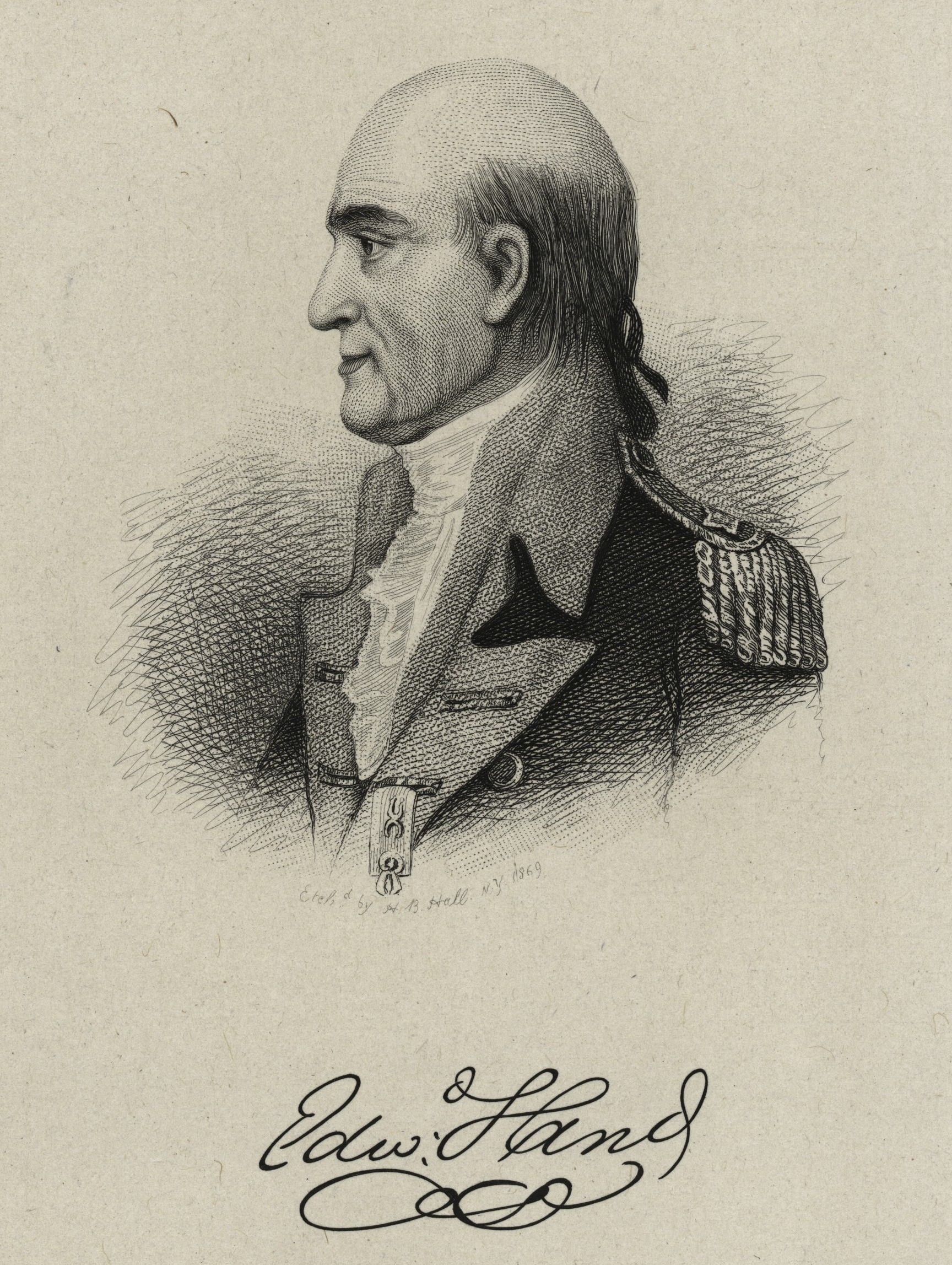
Edward Hand

Edward Hand (* 31. Dezember 1744 im County Kings, Irland; † 3. September 1802 in Lancaster, Pennsylvania) war ein US-amerikanischer Politiker. In den Jahren 1783 und 1784 war er Delegierter für Pennsylvania im Kontinentalkongress.

## Werdegang
Edward Hand absolvierte das Trinity College in Dublin und studierte danach Medizin. Er trat in den medizinischen Dienst des 18. Royal Irish Regiments ein, mit dem er nach Amerika verlegt wurde. Sein Regiment war zunächst in Philadelphia stationiert, machte dann aber eine Expedition bis zum heutigen Pittsburgh. 1774 kehrte die Einheit nach Philadelphia zurück. Im selben Jahr schied Hand aus dem britischen Militärdienst aus. Er zog nach Lancaster, wo er als Arzt praktizierte. Dort schloss er sich auch der Revolutionsbewegung an.
Während des Unabhängigkeitskrieges diente Hand in verschiedenen Funktionen in der Kontinentalarmee. Er stieg bis zum Brigadegeneral und zum Brevet-Generalmajor auf. Zwischen 1781 und 1783 war er als Nachfolger von Alexander Scammell Adjutant General der Kontinentalarmee, dem Vorläufer der United States Army. Dann schied er aus dem Militärdienst aus und praktizierte als Arzt. Zwischen 1798 und 1800 war er während einer Kriegsgefahr mit Frankreich nochmals als Generalmajor der Armee aktiviert. Er starb am 3. September 1802 in Lancaster an der Cholera.